# Stanisłau Szuszkiewicz (pisarz)
Stanisłau Piatrowicz Szuszkiewicz (biał. Станіслаў Пятровіч Шушкевіч, ros. Станислав Петрович Шушкевич, Stanisław Pietrowicz Szuszkiewicz; pseudonimy: Janka Bor, Sauka Kojdanauski, Wilhielm Erniest, kryptonimy: S.Sz., Stach Sz., S.Sz. i W.M. (z Waleryjem Marakowem), S.Sz-cz, Szusz, W.E., W.Ern.; ur. 19 lutego 1908 w Bokinowie, zm. 1 lutego 1991 w Mińsku) – radziecki poeta i prozaik narodowości białoruskiej, represjonowany przez władze radzieckie.

## Życiorys
Urodził się 19 lutego (6 lutego st.st.) 1908 roku we wsi Bokinowo, w powiecie mińskim guberni mińskiej Imperium Rosyjskiego. W latach 1924–1926 w siedmioletniej Szkole Nr 11 w Mińsku. W 1926 roku wstąpił do MBPT i został członkiem zjednoczenia literackiego „Maładniak”. W latach 1928–1930 pracował w Izbie Książki i Bibliotece Państwowej Białoruskiej SRR. W latach 1930–1931 był kierownikiem biblioteki Instytutu Naukowo-Badawczego Gospodarki Wiejskiej i Leśnej. W 1934 roku ukończył studia na Wydziale Literatury Mińskiego Wyższego Instytutu Pedagogicznego. W tym samym roku został członkiem Związku Pisarzy Białorusi i opublikował pierwszy tom wierszy. W latach 1934–1935 pracował w redakcji gazety „Litaratura i Mastactwa” (pol. Literatura i Sztuka). W latach 1935–1936 był współpracownikiem Wydziału Kultury gazety „Zwiazda”.
15 listopada 1936 roku został aresztowany na ul. Ślepiańskiej 29 m.1 w Mińsku. 5 października 1937 roku został skazany przez pozasądowy organ NKWD za przynależność do kontrrewolucyjnej organizacji narodowo-demokratycznej na osiem lat pozbawienia wolności. W latach 1937–1946 znajdował się w obozie i na zsyłce w obwodzie kemerowskim Rosyjskiej FSRR. W 1946 roku wrócił do Białoruskiej SRR. Pracował jako nauczyciel w szkole średniej w Daniłowiczach w rejonie dzierżyńskim. 22 sierpnia 1949 roku został aresztowany ponownie. 10 grudnia tego samego roku został skazany przez specjalne posiedzenie Ministerstwa Bezpieczeństwa Państwowego ZSRR na osiedlenie specjalne do Kraju Krasnojarskiego. 29 grudnia 1954 roku został zrehabilitowany przez Prezydium Sądu Najwyższego Białoruskiej SRR. W 1956 roku wrócił do Mińska. W latach 1956–1958 pracował w gazecie „Minskaja Prauda”. W latach 1958–1970 był kierownikiem Wydziału Pism gazety „Litaratura i Mastactwa”, po czym przeszedł na emeryturę. 26 września 1975 roku został ostatecznie zrehabilitowany w obu sprawach. Zmarł 1 lutego 1991 roku w Mińsku. Został pochowany we wsi Szczytomieryce w rejonie mińskim.
Sprawa osobowa Stanisława Szuszkiewicza Nr 9935-с z fotografią przechowywana jest w archiwum Komitetu Bezpieczeństwa Państwowego Republiki Białorusi.

## Twórczość
Stanisłau Szuszkiewicz opublikował swój pierwszy wiersz w styczniu 1924 roku w gazecie „Czyrwonaja Zmiena”. Pisał m.in. dla dzieci. Dla wielu jego wierszy została skomponowana muzyka. Był autorem wielu wspomnień o białoruskich pisarzach (Wiartannie u maładość: Uspaminy i natatki, Mińsk, 1968).

## Życie prywatne
Stanisłau Szuszkiewicz był żonaty z Heleną Romanowską, miał z nią syna – Stanisława Szuszkiewicza, przewodniczącego Rady Najwyższej Białoruskiej SRR/Rady Najwyższej Republiki Białorusi. Był wyznania rzymskokatolickiego.